# أوسكار كانيل
أوسكار كانيل (بالألمانية: Oskar Kanehl)‏ ـ (ولد في أكتوبر 1888 في برلين – ومات في 28 مايو 1929 فيها) هو أديب ومحرر ألماني.

## حياته
درس كانيل الفلسفة واللغة الألمانية وآدابها في جامعة فريدريش فيلهلم. رفضت أطروحته للدكتوراه في هذه الجامعة، فقرر تسجيل اسمه في جامعة غرايفسفالت في عام 1911 وحصل على الدكتوراه في عام 1912. وكان عنوان أطروحته «جوته في شبابه من وجهة نظر عصر ألمانيا الفتاة» ونشر في عام 1913.
وبعد أن أتم دراسته رحل إلى فيك Wieck وهي قرية صيد، وأصدر فيها في سنة 1914 لفترة قصيرة مجلة Wiecker Bote، ونشر فيها بعض النصوص التعبيرية المبكرة. وقد نشر آخرون نصوصهم في تلك المجلة منهم ألبرت إيرنشتاين وماكس هيرمان نايسه وإلزه لاسكر شولر. وبجانب ذلك نشر بعض نصوصه في مجلة «الفعل» Die Aktion.
تم تجنيد كانيل في عام 1914 في الجيش الألماني. ونشر قصائده التي كتبها أثناء الحرب العالمية الثانية في مجلة «الفعل» التي كان يصدرها فرانتس بفيمقرت، وتعتبر تلك القصائد من أهم ما كتب من الشعر المناهض للحرب في تلك الفترة. ونشرت تلك القصائد مجتمعة في كتاب فيما بعد. وبعد الحرب انضم كانيل إلى الحزب الشيوعي الألماني KPD، ثم إلى بعض المجموعات اليسارية الشيوعية الصغيرة الأخرى.
عمل كانيل أثناء جمهورية فايمار مخرجا مسرحيا في برلين. وازدادت شهرته ونجاحه كشاعر وصحفي. مات منتحرا في عام 1929.

## من أعماله
- انهضوا أيها البروليتاري 1920
- العار..قصائد لجندي يؤدي الخدمة العسكرية في موسم القتل 1922